# 古爾利角
60°44′S 45°36′W / 60.733°S 45.600°W
古爾利角（英語：Gourlay Point）是南極洲的海岬，位於南奧克尼群島的西格尼島東南端，在1933年由英國研究隊繪入地圖，現時由南極條約體系管理。